# Anne Hidalgová
Anne Hidalgová (roz. Ana Hidalgo, nar. 16. června 1958, San Fernando v Andalusii) je francouzská regionální politička španělského původu, členka Socialistické strany. V letech 2001–2014 byla místostarostkou města Paříže a v roce 2014 ve funkci pařížského starosty vystřídala Bertranda Delanoëho ze stejné politické strany. V roce 2020 byla znovuzvolena.

## Soukromý život
Anne Hidalgová se narodila v roce 1958 v andaluském městě San Fernando u Cádizu, odkud se rodina přestěhovala v roce 1961 do Francie. Její děd bojoval na straně Lidové fronty proti Francovu režimu, její otec proto musel uprchnout do Francie, kam ho následoval i zbytek rodiny.
Od svých dvou let vyrůstala v dělnické čtvrti v Lyonu. Ve svých 12 letech získala francouzské státní občanství. Po gymnáziu vystudovala obor sociální práce na Lyonské III. univerzitě Jeana Moulina a přestěhovala se do Paříže. Zde dovršila studia na Univerzitě Paříž-Nanterre. Pracovala jako inspektorka dohledu pracovního práva a seznámila se s myšlenkami feminismu.
V červnu 2004 se jejím manželem stal Jean-Marc Germain, bývalý ředitel kabinetu ministryně Martine Aubry a od roku 2012 poslanec francouzského parlamentu za Hauts-de-Seine.

## Politická kariéra
Anna Hidalgová, původně inspektorka práce na Ministerstvu práce, se stala členkou francouzských socialistů. Když socialisté v letech 1997-2002 tvořili francouzskou vládu, byla poradkyní na různých ministerstvech. Po 13 letech v politických funkcích byla zvolena 18. března 2001 za Socialistickou stranu do Pařížské rady a v dalších komunálních volbách dne 16. března 2008 byla opět zvolena za 15. obvod. Pařížský starosta Bertrand Delanoë si ji po volbách 2001 vybral jako blízkou spolupracovnici. Stala se místostarostkou a v Pařížské radě byla zodpovědná za oblast politiky zrovnoprávnění. Ve funkci místostarostky zůstala i po volbách roku 2008 a převzala oblast městského rozvoje a architektury.
Od 2. dubna 2004 byla radní regionu Île-de-France. V dalších regionálních volbách roku 2010 vedla kandidátku socialistů za departement Paříž. V těchto volbách socialisté předstihli v prvním kole i Zelené (26,26 % : 20,57 %), zatímco ještě v evropských volbách 2009 měli navrch Zelení. Ve druhém kole jí vedená spojená levicová koalice zřetelně porazila UMP.

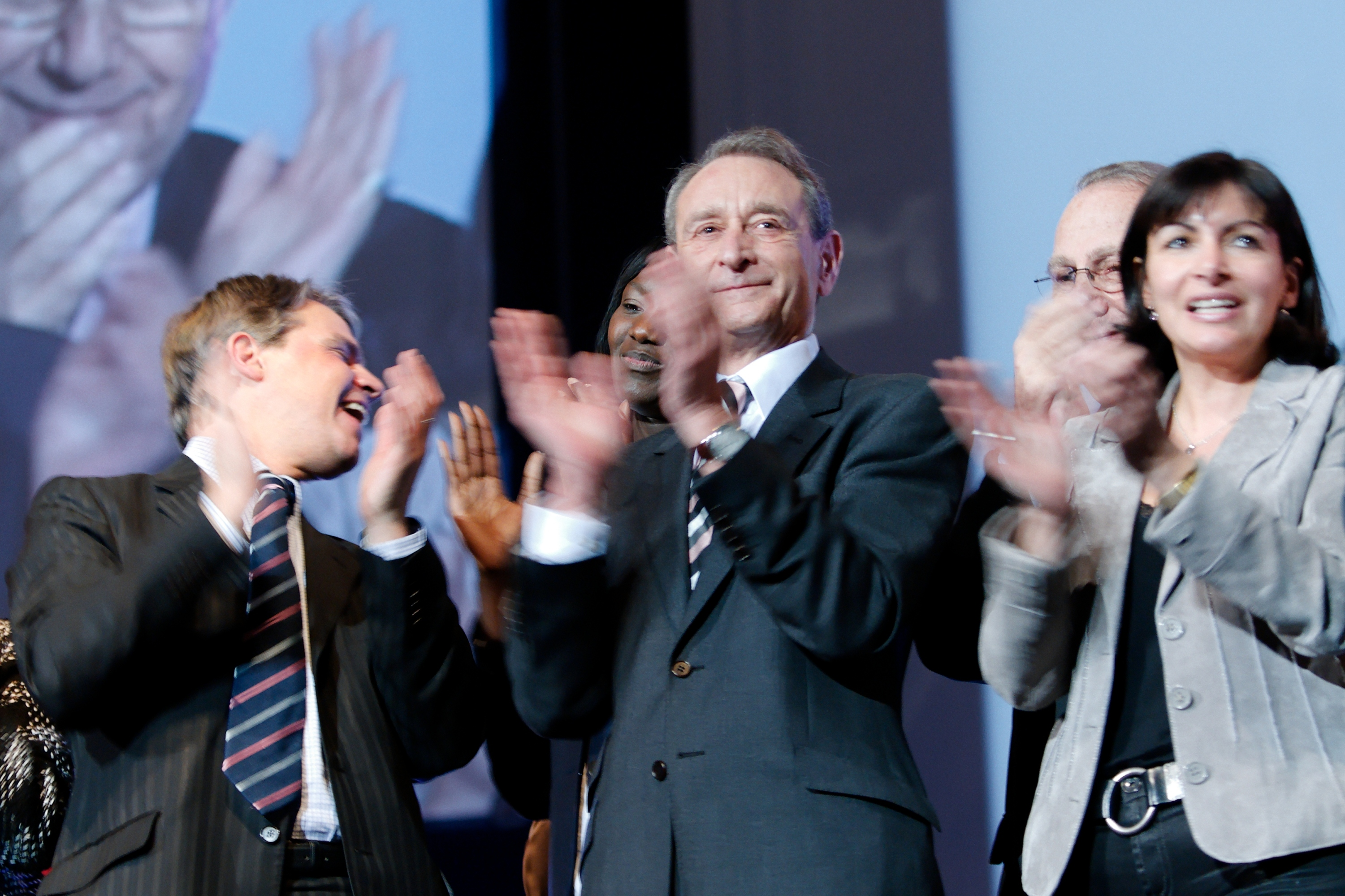
Zleva: Patrick Bloche, Bertrand Delanoë a Anne Hidalgová na 2008 v Zénith de Paris.

### Starostka Paříže
Do komunálních voleb v březnu 2014 vstupovala jako jednoznačná nástupkyně dosavadního starosty. Svou kandidaturu zveřejnila v srpnu 2012 poté, co Bertrand Delanoë oznámil, že se již v dalším volebním období nebude o post starosty ucházet. Jako jediná kandidátka získala ve své straně 98,3% podporu.
Její kampaň proběhla bez komplikací. Stejně jako její předchůdce se věnovala především oblasti kultury, ekologie a sociálního bydlení. K jejím plánům patří rozšíření tramvajové sítě, rozvoj populární půjčovny kol Vélib' a systému Autolib', nová turistická nabídka Paris by Scooter, rozšíření pěších zón a míst v jeslích a školkách. Hidalgová také prohlásila, že v případě zvolení má v úmyslu přebudovat část Avenue Foch na park.
I přes celkově špatný výkon Socialistické strany ve francouzských komunálních volbách roku 2014 zvítězila ve druhém kole 30. března 2014 s 54,5 % hlasů a zvítězila v 11 z 20 pařížských obvodů. Socialisté získali v Pařížské radě 92 křesel ze 163. Jako nástupkyně Bertranda Delanoë, který v roce 2001 poprvé získal funkci starosty Paříže pro Socialistickou stranu, se Anne Hidalgová stala historicky první ženou v čele pařížské radnice.
V komunálních volbách v roce 2020 kandidovala a byla znovuzvolena. V předvolební kampani akcentovala zejména ekologii, rozvoj cyklistické dopravy a omezení automobilové dopravy. Slibovala mj. zrušení více než poloviny parkovacích míst pro automobily na ulicích.

### Kandidátka na prezidentský úřad
Na podzim roku 2021 oznámila svou kandidaturu na prezidentský úřad. Ve volbách v roce 2022, kde byla kandidátkou Socialistické strany, získala v prvním kole jen 1,75 % hlasů a skončila tak hluboko v poli poražených kandidátů.

## Názory
| „                                                             | Jedním z důvodu je pochopitelně to, že jsem žena. A pokud se žena v politice rozhodne navíc výrazně zredukovat počet aut, znamená to, že naštve hodně mužů. Musíme si ale uvědomit, že 2/3 uživatelů veřejné dopravy jsou ženy. | “ |
| — Anne Hidalgo o důvodech k nenávisti ze strany můžů, NYTimes | |   |

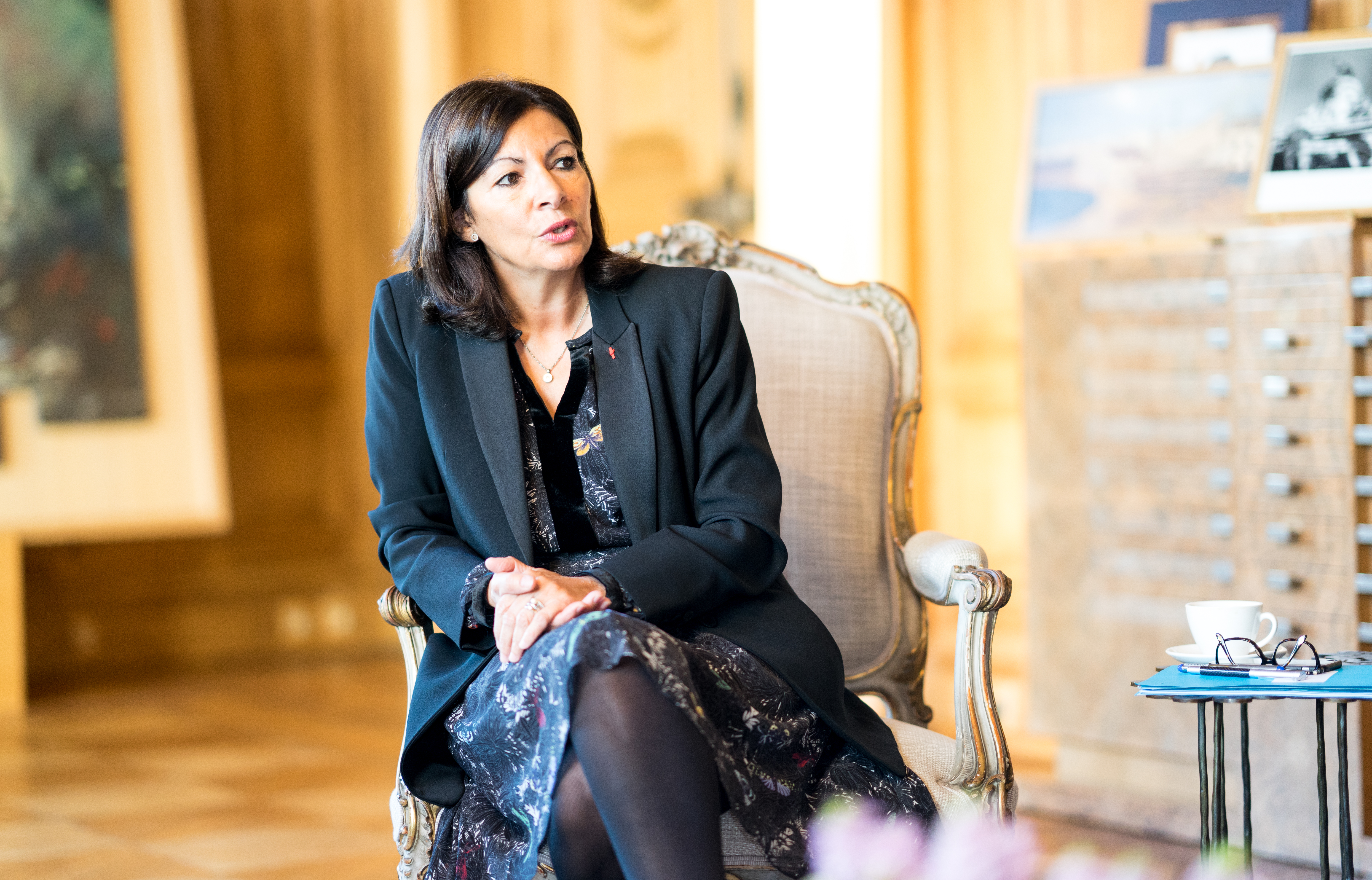
Anne Hidalgo v roce 2019

Anne Hidalgo spojuje ve svém politickém programu levicové a socialistické názory a postoje s významným podílem environmentální politiky. Snahami o ozelenění Paříže si získala velký počet nepřátel, přesto se jedná o jednu z nejúspěšnějších evropských političek. Součástí jejího plánu na proměnu Paříže je také redukce 50 tisíc parkovacích míst a celkové zklidnění dopravy i v těch nejznámějších a nejfrekventovanějších místech v centru metropole.
| „              | Příprava na klimatické změny, to je hlavní důvod, proč adaptujeme naše město tak, abychom dali více prostoru pěším a cyklistům. Například nábřeží Seiny - původně dálnice v srdci Paříže - byly proměněny na promenády. V neděli se zase celé čtvrti mění na pěší zóny. Do konce roku 2019 bude dokončeno 620 mil cyklostezek. Kdekoliv je to možné, odstraňujeme z ulic, náměstí a hřišť asfalt, abychom prostor vrátili přírodě. Eiffelova věž se bude brzy nacházet uprostřed obrovského parku. | “ |
| — Anne Hidalgo | |   |

## Ocenění
- 2010: komtur Řádu Isabely Katolické
- 2012: rytíř Řádu čestné legie
- 2014: komtur Řádu polární hvězdy
- 2015: dama velkokříže Řádu Za civilní zásluhy

## Seznam funkcí a mandátů
- Členka Bureau Exécutif de Cités et Gouvernements Locaux Unis
- Předsedkyně Atelier parisien d'urbanisme
- Předsedkyně Pavillon de l'Arsenal